# Astragalus asymmetricus
Astragalus asymmetricus är en ärtväxtart som beskrevs av Edmund Perry Sheldon. Astragalus asymmetricus ingår i släktet vedlar, och familjen ärtväxter. Inga underarter finns listade i Catalogue of Life.

## Bildgalleri

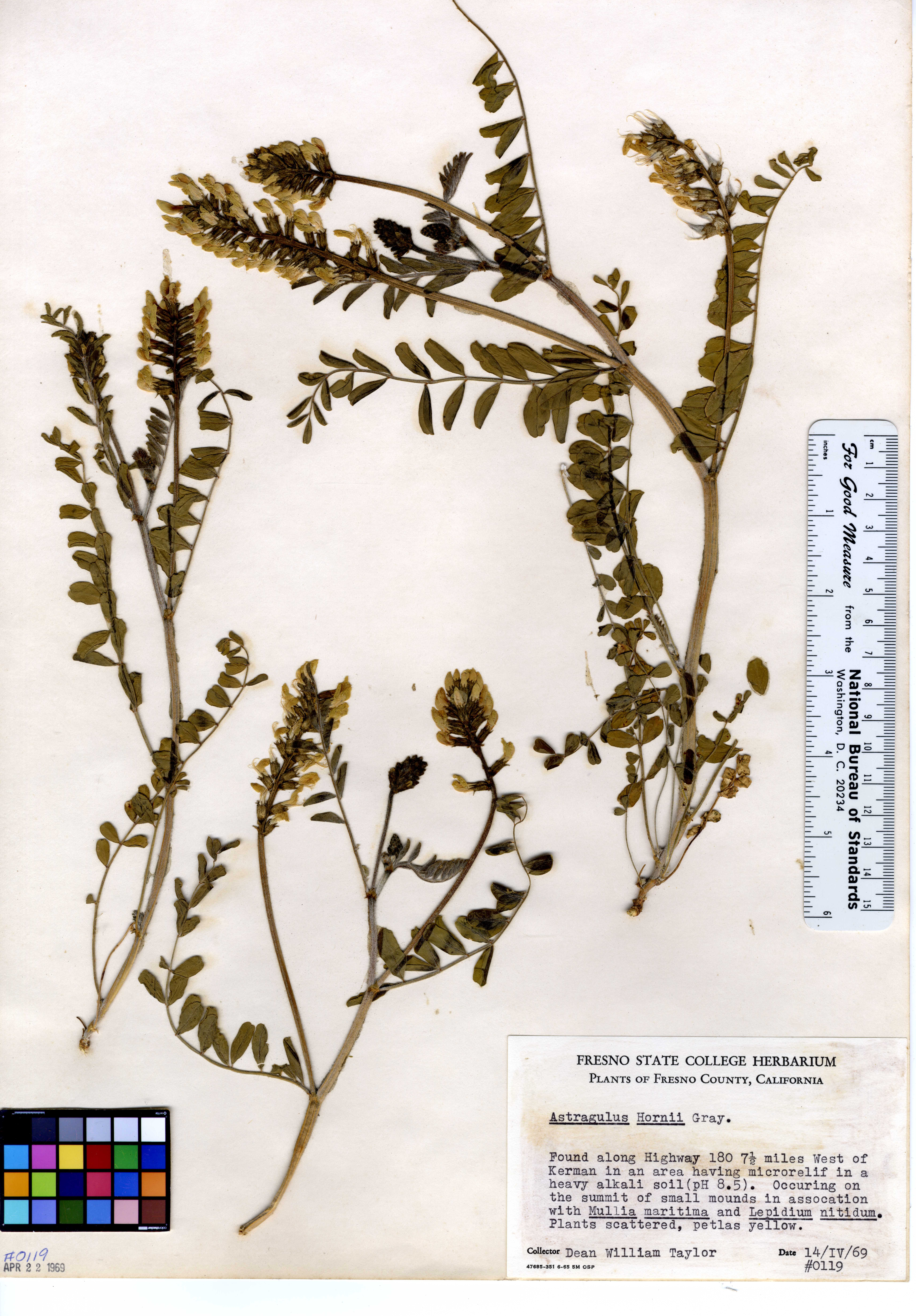